# Шлапак Дмитро Якович
Дмитро́ Я́кович Шлапа́к (5 травня 1923, Ясинувате — 24 листопада 1995, Київ) — український критик і літературознавець. Заслужений працівник культури України (1992). Кандидат філологічних наук (1953). Професор (1985). Лауреат премії імені О. Корнійчука (1987).

## Життєпис
Народився 5 травня 1923 р. в с. Ясинуватому на Харківщині в родині селянина. Учасник німецько-радянської війни.
Навчався в Українському комуністичному інституті журналістики, у Вищій партійній школі при ЦК КПРС та в аспірантурі Київського державного університету імені Т. Г. Шевченка.
Працював в апараті ЦК ЛКСМ України, був на викладацькій роботі. У 1966—1973, 1979—1995 роках — доцент, професор, завідувач кафедри філології Київського державного інституту імені І. Карпенка-Карого.
Був членом Спілок письменників, кінематографістів, театральних діячів України.

Могила Дмитра Шлапака та його сина, Байкове кладовище

17 листопада 1995 року був збитий автомобілем біля свого будинку на вулиці Пирогова, 2, в Києві. Помер на 73-му році життя 24 листопада 1995 року, не приходячи до тями. Похований на Байковому кладовищі разом із сином (ділянка № 31, 50°25′19.17″ пн. ш. 30°30′22.46″ сх. д. / 50.4219917° пн. ш. 30.5062389° сх. д.).
2001 р. у м. Ізюмі на фасаді школи, де він вчився, відкрито меморіальну дошку (скульптор П. Жабський).

### Родина
Син — Юрій Шлапак (1948—2015) — кінознавець, викладач Київського національного університету театру, кіно і телебачення імені І. К. Карпенка-Карого, літератор, автор понад 600 публікацій у ЗМІ.

## Відгуки
Леонід Бойко називав Шлапака «сумнозвісним Навуходоносором й вірнопідданим життєписцем Ю. Збанацького»

## Праці
Автор книг «Олександр Довженко» (К., 1964), «Юрій Збанацький» (1963), статей у періодичній пресі з питань кіномистецтва, книжок з питань сучасної драматургії («Драматургія на посту», 1970) тощо.

## Нагороди
Нагороджений орденами Вітчизняної війни II ст., «Знак Пошани», медалями. Лауреат премії Українського театрального товариства (1972).